# Líšnice (district de Prague-Ouest)
Pour les articles homonymes, voir Líšnice.
Líšnice (en allemand : Lischnitz) est une commune du district de Prague-Ouest, dans la région de Bohême-Centrale, en République tchèque. Sa population s'élevait à 765 habitants en 2020.

## Géographie
Líšnice se trouve à 5 km au nord-est de Mníšek pod Brdy, à 8 km au sud de Černošice et à 23,5 km au sud-sud-ouest du centre de Prague.
La commune est limitée par Černolice et Jíloviště au nord, par Klínec, Davle et Hvozdnice à l'est, par Čisovice au sud, et par Mníšek pod Brdy et Řitka à l'ouest.

## Histoire
La première mention écrite de la localité date de 1337.

## Transports
Par la route, Líšnice se trouve à 7 km de Mníšek pod Brdy, à 15 km de Černošice et à 28 km de Prague.